# Гаджиев, Низами Октай оглы
Низами Октай оглы Гаджиев (азерб. Hacıyev Nizami Oqtay oğlu; 8 февраля 1988, Баку, Азербайджанская ССР, СССР) — азербайджанский футболист, полузащитник и нападающий.

## Биография
Выступал за клубы «МОИК» (Баку), «Интер» (Баку), «Хазар-Ленкорань» и «Олимпик» (Баку).
С 2010 года, с небольшим перерывом, защищал цвета команды азербайджанской премьер-лиги — «Интер» (Баку). Выступал под № 8.
С 2014 играет за клуб «Интер» (Баку). В декабре 2017 года отстранён от футбола по решению Дисциплинарного комитета АФФА (азербайджанской федерации).

## Национальная сборная
С 2010 года выступает в составе национальной сборной страны. Защищал также цвета молодёжной сборной Азербайджана.
44-й по счету футболист, забивший гол в составе национальной сборной страны. Произошло это 27 февраля 2012 года, на 68-й минуте товарищеского матча со сборной Индии, проходящего в рамках учебно-тренировочных сборов сборной Азербайджана в Дубае.

## Достижения
- Чемпион Азербайджана: 2007/08
- 3-е место 2010/2011. 2011/2012